# Симфония № 5 (Васил Казанджиев)
Симфония № 5 "Lux Aeterna" (Вечна светлина) е творба на българския композитор Васил Казанджиев.
Избраното от автора название на творбата Lux Aeterna идва от началните думи на Communionem – последната част на римокатолическата заупокойна литургия. Посветена е на диригента Добрин Петков.
Състои се от 3 части – „Ричеркар“, „Токата“ и „Мотет“. Представена е за първи път на 19 април 2007 г. от Софийската филхармония под диригентството на автора.